# Ogólnokrajowe Biuro Numerów
Ogólnokrajowe Biuro Numerów, OBN – ogólnokrajowa telefoniczna informacja o numerach telefonów osób prywatnych, a także firm i instytucji. Podstawą prawną jej funkcjonowania jest art. 395 ustawy z dnia 12 lipca 2024 r. Prawo komunikacji elektronicznej (w latach 2004-2024 art. 169 ustawy z dnia 16 lipca 2004 r. Prawo telekomunikacyjne).
```
118 913 - z tel. stacjonarnych
[
1
]

*72 913 - z tel. komórkowych
```

Dane osobowe zawarte w publicznie dostępnej informacji o numerach telefonów powinny być ograniczone do:
1. numeru abonenta lub znaku identyfikującego abonenta,
2. nazwiska i imion abonenta,
3. nazwy miejscowości oraz ulicy, określające:
  - miejsce zakończenia sieci telefonicznej - w przypadku stacjonarnej publicznej sieci telefonicznej,
  - miejsce zameldowania abonenta na pobyt stały - w przypadku ruchomej publicznej sieci telefonicznej.

Zamieszczenie danych identyfikujących abonenta będącego osobą fizyczną może nastąpić wyłącznie po uprzednim wyrażeniu przez niego zgody na dokonanie tych czynności. Wycofanie zgody należy przekazać do własnego operatora telekomunikacyjnego.
Zamieszczenie danych identyfikujących abonenta instytucjonalnego nie wymaga jego zgody. Abonent taki może jednakże w dowolnej chwili wystąpić do swojego przedsiębiorcy telekomunikacyjnego z wniosekiem o zastrzeżenie swoich danych (numeru/numerów telefonów). Możliwe jest także zastrzeżenie danych wyłącznie na potrzeby książki telefonicznej albo wyłącznie na potrzeby biura numerów, albo obu usług.